# 5811 Keck
Az 5811 Keck (ideiglenes jelöléssel 1988 KC) a Naprendszer kisbolygóövében található aszteroida. Eleanor F. Helin fedezte fel 1988. május 19-én.